# 존 클리퍼드 펨버턴
존 클리퍼드 펨버턴(영어: John Clifford Pemberton, 1814년 8월 10일 ~ 1881년 7월 13일) 은 미국 남북 전쟁 당시 남부 연합의 장군이다.
필라델피아에서 자라 교육을 받고 1833년 웨스트포인트 사관학교에 입학해 1837년에 졸업했다. 미국-멕시코 전쟁에 참전했으며, 특히 1846년 ~ 1847년에 벌어진 전투에서 열심히 싸웠다. 남북 전쟁이 일어나지 전인 1861년 4월 24일에 퇴역하여 남부 연합을 돕기 위해 리치먼드로 가 1861년 4월 28일 중령이 되어 버지니아주 기병대와 포대를 조직하기 시작했다.
5월 8일에는 대령으로, 6월 17일에는 준장으로 승진했고 1862년 2월 13일에는 사우스캐롤라이나, 조지아주, 플로리다주의 군대를 이끄는 소장까지 되었다. 1862년 10월에는 중장으로 진급하여 미시시피, 테네시, 루이지애나 동부 지역을 지휘했고 제퍼슨 데이비스 대통령으로부터 빅스버그를 사수하라는 명령을 받아 북군의 율리시스 그랜트에 맞서 빅스버그 전투를 치렀다. 하지만 끝내 패배하여 항복해 중장직을 사임하고 1865년까지 군수물자 검열을 맡았으며, 전쟁 종결 후 버지니아주 워린턴 근교의 한 농장에서 지내다가 1876년 필라델피아로 갔다.